# 広島県道120号中庄土生線
広島県道120号中庄土生線（ひろしまけんどう120ごう なかのしょうはぶせん）は、広島県尾道市を通る一般県道である。

## 概要
尾道市因島中庄町から尾道市因島土生町に至る。
国道317号青影トンネル（尾道市因島中庄町、新トンネル建設計画あり）が狭いため、それを迂回するには有用な路線。瀬戸内しまなみ海道（西瀬戸自動車道）因島北ICと旧：因島市中心部を結ぶ道路としても使える。

### 路線データ
- 起点：尾道市因島中庄町（因島消防署前交差点、国道317号交点）
- 終点：尾道市因島土生町（湊大橋交差点、広島県道366号西浦三庄田熊線交点）
- 総延長：3.9 km

## 歴史
- 1980年（昭和55年）7月1日 - 広島県告示第583号により認定される。
- 1999年（平成11年） - 瀬戸内しまなみ海道（西瀬戸自動車道）全通に先んじて全線が開通する。
- 2006年（平成18年）1月10日 - 因島市が尾道市に編入されたことにより全線が尾道市域を通る路線になり、併せて起終点の地名が変更される。

## 路線状況

### 道路施設

#### トンネル
- 大山トンネル：延長704.5 m、1997年（平成9年）竣工、尾道市因島中庄町 - 尾道市因島田熊町

## 地理

### 通過する自治体
- 尾道市

### 交差する道路
| 交差する道路                                         | 交差する場所 | 交差する場所              |
| ---------------------------------------------------- | ------------ | ------------------------- |
| 国道317号 広島県道466号向島因島瀬戸田自転車道線 重複 | 因島中庄町   | 因島消防署前交差点 / 起点 |
| 広島県道366号西浦三庄田熊線                          | 因島土生町   | 湊大橋交差点 / 終点       |

### 沿線
- 尾道市役所 中庄出張所
- 尾道市立因島南中学校
- 尾道市立因島南小学校